# Großsteingräber bei Perdöhl
Die Großsteingräber bei Perdöhl waren zwei megalithische Grabanlagen der jungsteinzeitlichen Trichterbecherkultur bei Perdöhl, einem Ortsteil von Wittenburg im Landkreis Ludwigslust-Parchim (Mecklenburg-Vorpommern). Sie wurden im 19. Jahrhundert zerstört. Johann Ritter untersuchte die Gräber 1839 und 1840.

## Lage
Die beiden Gräber lagen nur wenige Meter voneinander entfernt nordwestlich von Perdöhl auf einer Anhöhe. Etwa 300 m westlich befanden sich mehrere Grabhügel. Östlich von Perdöhl lagen die Großsteingräber bei Helm, nordöstlich die Großsteingräber bei Wittenburg.

## Beschreibung

### Grab 1
Grab 1 war ein südost-nordwestlich orientiertes kammerloses Hünenbett mit einer Länge von 55 Fuß (ca. 16,5 m) und einer Breite von 16 Fuß (ca. 4,8 m). Es besaß bei Ritters Untersuchung noch eine steinerne Umfassung. Die Hügelschüttung bestand aus braunem Sand und war 3,5 Fuß (ca. 1,1 m) hoch erhalten. Der anstehende Boden bestand aus gelbem Sand, der mit kleinen Steinen durchmischt war. Außer Holzkohle machte Ritter keine weiteren Funde.

### Grab 2
Bei Grab 2 handelte es sich um ein ost-westlich orientiertes kammerloses Hünenbett mit einer Länge von 86 Fuß (ca. 25,8 m) und einer Breite von 12 Fuß (ca. 3,6 m). Es besaß eine Umfassung aus 3–4 Fuß (ca. 0,9–1,2 m) hohen Steinen. Die Hügelschüttung erstreckte sich sowohl innerhalb als auch außerhalb der Umfassung und war 4 Fuß (ca. 1,2 m) hoch erhalten. Sowohl die Hügelschüttung als auch der anstehende Boden bestanden aus lehmigem Sand. Etwa 12 Fuß (ca. 3,6 m) vom östlichen Ende verlief eine Steinreihe quer durch das Hünenbett. Dahinter war die Hügelschüttung mit mittelgroßen Steinen, gelegentlich auch mit Steinplatten angefüllt. 20 Fuß (ca. 6 m) westlich der Steinreihe fand Ritter unter der Steinschicht die Reste eines menschlichen Skeletts. Es lag in nord-südlicher Richtung mit dem Kopf im Norden und dem Blick nach Osten. Die Knochen waren mürbe, es ließ sich aber noch erkennen, dass es sich um einen hochgewachsenen Erwachsenen gehandelt hat. Grabbeigaben wurden nicht gefunden. 50 Fuß (ca. 15 m) westlich der ersten Steinreihe stieß Ritter auf eine zweite, die aber auf beiden Seiten jeweils etwa 10 Fuß (ca. 3 m) über die Umfassung hinaus ragte. Weiter westlich enthielt die Hügelschüttung weniger Steine. Hier fand Ritter die Scherben eines rotbraunen und eines schwarzbraunen Keramikgefäßes. Beide waren grob, dickwandig und offenbar unverziert. Außerdem enthielt dieser Abschnitt Holzkohle.